# Лукашёвка (Приморский край)
Лукашевка — село в Хорольском муниципальном округе Приморского края России.

## История
В 1908 году переселенцы Лукаш Вакуленко, семьи Костюков, Отрощенко, Поляница, Харченко, Залюбовских к западу от сёл Поповка и Хороль основали хутор. Жители занимались хлебопашеством и животноводством. Место для этого было удобным. Название селу пришло от имени первого поселенца Лукаша Вакуленко. Люди стали называть Лукашёв хутор Лукашёвкой.
Впоследствии все сельские угодья перешли в военное ведомство, и был образован военный совхоз № 2, который выполнял функции подсобного хозяйства для частей, дислоцировавшихся в селе Поповка и на Дальнем Востоке. Потом военный совхоз № 2 был реорганизован в ФУСХП № 2, а в 1998 году было образовано СХПК «Лукашовский», после процедуры банкротства было образовано ООО «Лукошовское», потом в 2005 году в селе появилось предприятие с российско-корейским капиталом ООО «АгроСангсэн»-Хорольсервис, на полях вблизи села работала компания «Армада», а сейчас АО «ПримАгро» группы компаний «РУСАГРО», село приходит в упадок. В 2020 году в селе был построен фельдшерско-акушерский пункт.

## Население
| 2002 | 2008 | 2010 |
| ---- | ---- | ---- |
| 179  | ↘145 | ↘123 |

## Инфраструктура
Все объекты культурной и социальной сферы находятся в селе Поповка.